# Ecologia industriale
L'ecologia industriale è una disciplina scientifica che nasce negli anni '90 ed ha come oggetto lo studio del sistema umano (inteso come sistema produttivo ma anche sociale e culturale) visto nel contesto del proprio ambiente, la biosfera.
Il termine è stato coniato dall'unione di due termini:
- "ecologia" perché usa metodi di questa disciplina per lo studio dei flussi materiali ed energetici nei sistemi industriali;
- "industriale" perché studia il sistema industriale (inteso in senso ampio, includendo industria, città, agricoltura, commercio, ecc), anziché l'ambiente naturale.

La disciplina è fondata su un approccio interdisciplinare, che fa riferimento a scienze ambientali, ingegneria e scienze sociali.
Gli ecologisti industriali studiano gli impatti che le attività industriali hanno sulla disponibilità di risorse naturali, sulla capacità dell'ambiente di assorbire scarti (in senso ampio, a includere per esempio i gas serra nell'atmosfera) e sugli ecosistemi.

## Storia
L'introduzione della definizione "ecologia industriale" risale a un articolo scientifico di Robert Frosch e Nicholas E. Gallopoulos pubblicato nel 1989.
Nel 1997 è stato fondato il Journal of Industrial Ecology.
Nel 2000 è stata fondata l'International Society for Industrial Ecology, che unisce esperti di diversi campi impegnati nel settore.

## Il punto di vista dell'ecologia industriale
Nell'ambito dell'ecologia industriale,l'economia mondiale è vista come una rete di processi industriali che estraggono risorse dalla terra e le trasformano in beni che sono poi comprati e venduti per soddisfare i bisogni dell'umanità. Lo scopo dell'ecologia industriale è quello di quantificare e studiare questa rete di continui scambi attraverso l'analisi dei processi industriali.
L'ecologia industriale si pone in una prospettiva "multiscala", rientrando nel suo ambito di studio:
- singoli prodotti
- catena di distribuzione
- settori economici
- città e aree metropolitane
- regioni
- nazioni
- la scala globale.

### Collegamenti ad altre discipline
Avendo un ambito di studio abbastanza ampio, l'ecologia industriale si collega a molte altre discipline, partendo dal presupposto che per analizzare problemi complessi (come quello della relazione tra l'economia e il territorio) non sia sufficiente un solo approccio.
La teoria dei sistemi viene utilizzata come approccio di base per qualsiasi analisi, utilizzando poi altre discipline a seconda della specificità dell'analisi, tra cui:
- Design industriale
- Ingegneria chimica
- Scienze organizzative e gestionali
- Scienze ambientali
- Ecologia
- Sociologia
- Teoria della complessità
- Economia

### Strumenti analitici
- Analisi del ciclo di vita
- Material Flow Accounting
- Substance Flow Analysis
- Environmentally Extended Input-Output Analysis
- Modello basato sull'agente
- Dinamica dei sistemi

## Applicazioni pratiche
L'ecologia Industriale sta acquisendo grande importanza nella pianificazione e nella gestione ecosostenibile dei sistemi produttivi. L'idea centrale è l'analogia tra i processi di interazione dei sistemi naturali, dove non esiste il concetto di "rifiuto" (cicli chiusi).

### I parchi ecoindustriali e la simbiosi industriale
Un esempio di applicazione dei concetti dell'ecologia industriale sono i parchi ecoindustriali, che sono aree industriali dove i collegamenti tra diversi stabilimenti massimizzano il riutilizzo di risorse normalmente considerate scarti. Questi collegamenti sono chiamati "simbiosi industriale". Prodotti secondari (per esempio di un prodotto chimico), acque reflue (che possono ancora essere utilizzate per alcune funzioni) o energia sotto forma, per esempio, di calore contenuto nell'acqua di raffreddamento sono visti qui come risorse, e non come rifiuti, per cui sono riutilizzati apportando benefici tangibili per l'ambiente e l'economia delle aziende coinvolte.
Il concetto di parco ecoindustriale è nato a Kalundborg, in Danimarca
Nel Regno Unito il National Industrial Symbiosis Programme promuove questo tipo di iniziative dal 2005.

### Analisi del ciclo di vita
L'analisi del ciclo di vita mira a quantificare gli impatti ambientali legati ad un particolare prodotto in tutte le fasi del ciclo di vita, dall'estrazione delle materie prime, alla produzione di tutti i componenti, dal trasporto all'uso finale, fino allo scarto. Si parla in questo caso di analisi "dalla culla alla tomba" (in inglese "cradle to grave analysis").

### Articoli
- Introduzione dell'Ecologia Industriale nella provincia di Mantova[collegamento interrotto], di Leo Breedveld, Beatrice Bortolozzo, Arianna Acerbi, Giampaolo Galeazzi, Maurizio Sali, 2B.
- Ecologia industriale e il vero significato di rifiuti zero, di Gianfranco Bologna, direttore scientifico e culturale WWF Italia, 17/5/2009
- Eco-efficienza e strategie per un'ecologia industriale a cura di Ing. Elisa Poggiali, Gruppo di Coordinamento Agenda 21 "Terre di Siena"
- Ecologia Industriale ricerca di Economia dell'ambiente di Lorenzo Bolognini

### Ricerca scientifica
- International Society for Industrial Ecology, su is4ie.org.
- Journal of Industrial Ecology, su onlinelibrary.wiley.com.

### Corsi di laurea
- Master in Ecologia Industriale @ Norwegian University of Science and Technology, su ntnu.edu.
- Master in Ecologia Industriale @ Technical University Delft e Leiden University, su ie.leidendelft.nl.
- Master in Ecologia Industriale @ Chalmers University [collegamento interrotto], su chalmers.se.

### Altre risorse
- Industrial Ecology wiki, su ie.tudelft.nl. URL consultato il 21 agosto 2021 (archiviato dall'url originale il 13 aprile 2013). Un database di parchi eco-industriali
- PEI/APEA in Europa

| Controllo di autorità | LCCN (EN) sh96001064 · J9U (EN, HE) 987007539500705171 |